# Ankh-Morpork

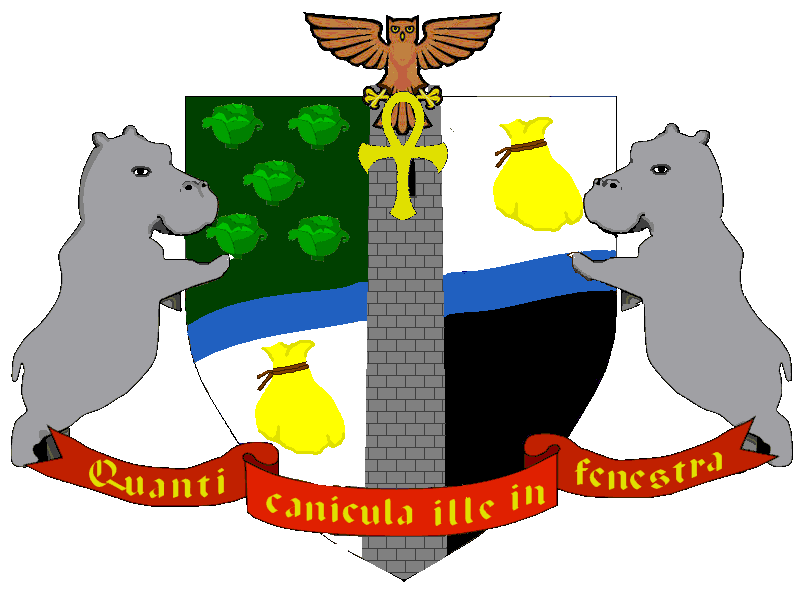
Ankh-Morporks statsvapen.

Ankh-Morpork är en fiktiv stad i vilken en ansenlig del av handlingen i Terry Pratchetts böcker om Skivvärlden utspelar sig. Den var först med i Magins färg år 1983.

## Information
Ankh-Morpork motsvarar kulturellt en "västerländsk" stad som London eller Paris, och kontrasterar ibland mot det kulturellt "arabiska" Klatch där det finns kameler och varifrån Ankh-Morpork importerar apelsiner. Valutan är AM$, Ankh-Morporkisk dollar. En dollar är hundra pence. Ankh-Morpork är en mycket rik stad. Staden styrs av Patriciern, en stark anhängare av tesen "En Man, En Röst" (han är mannen, han har rösten). Ankh-Morporks statsdjur är flodhäst, och det påstås att om staden någonsin hotas, kommer stenflodhästarna vid en viss bro vakna till liv och springa därifrån. Ankh-Morpork påstås också vara grundat av två bröder, som likt Romulus och Remus fick bröstmjölk från ett djur, men i det här fallet en flodhäst.
Staden är i särklass störst på Skivvärlden och floden Ankh delar av staden i Ankh och Morpork. Ankh beskrivs i en bok som "så smutsig att man kan gå på den". Det bor också flest dvärgar där utanför Überwald, dvärglandet, och över 50 000 dvärgar uppskattas bo i Ankh-Morpork. 

## Stadsdelar
Gudarnas ö är belägen där floden böjer av så mycket att den bildar en ö, det är inte riktigt Ankh och inte riktigt Morpork. Där ligger teatrarna och operahusen. Skuggorna är ett tufft område där en känd operasångare växte upp, och han beskriver det så som att han delade ett avloppsrör med en man som jonglerade med ålar och tre andra familjer.

## Valspråk
- Quanti Canicula Ille In Fenestra (Vad tar ni för valpen där i fönstret?)
- Merus In Pectum Et In Aquam (Ren i sinne och vatten)